# Пчелиная матка (фильм, 1978)
«Пчелиная матка» (яп. 女王蜂, дзё-бати; англ. Queen Bee) — детективный фильм режиссёра Кона Итикавы по роману Сэйси Ёкомидзо, вышедший на экраны в 1978 году. Четвёртая часть пенталогии Кона Итикавы о частном детективе Коскэ Киндаити (издательство «Кадокава»). Автор проекта — Харуки Кадокава. Предыдущие фильмы этого детективного цикла: «Клан Инугами» (1976); «Дьявольская считалочка» (1977); «Остров Гокумон» (1977). Следующий, пятый фильм цикла — «Дом повешенной на Больничном Спуске» (1979).

## Сюжет
В 1932 году в деревеньке Гэккин, что затерялась в лесах полуострова Идзу, был убит молодой человек Хитоси из знатного в этих местах рода Хигасикодзи. Он был убит в доме своей невесты Котоэ, к которой приехал с целью разорвать помолвку, ибо его родители были против перспективы породниться с бедным семейством Дайдодзи, к которому принадлежала невеста. Так как в комнате, где произошло убийство, была найдена в полуобморочном состоянии Котоэ, и больше никого не было, то сбежавшиеся на крик домочадцы решили оградить девушку от каких-либо подозрений на её счёт. Они тайком унесли тело подальше от дома и сбросили его со скалы, инсценировав тем самым несчастный случай. У полиции не возникло и тени сомнения, что Хитоси сам оступился и, упав с обрыва, разбил себе голову.
Однокурсник и друг убитого, Гиндзо также был влюблён в Котоэ. Спустя четыре года, в 1936 году, Гиндзо, окончив университет и получив место в лесопромышленной компании, приезжает из Киото в дом Дайдодзи просить руки Котоэ. Отец даёт согласие на брак дочери, воспитывающей трёхлетнюю дочку Томоко, родившуюся от Хитоси.
1952 год. Котоэ к этому времени уже умерла. Она хоть и подчинилась решению отца, давшему согласие на её брак, но так и не смогла полюбить Гиндзо и вскоре после замужества ушла от него. Гиндзо уже много лет жил фактическим браком с гейшей Цутаё, родившей ему сына. Его приёмная дочь Томоко все эти годы прожила в деревне, но было решено — после того как девушке исполнится девятнадцать, перевезти её в Киото. Однако, в преддверии дня рождения повторяется та же ситуация, что произошла 19 лет назад с её родителями. Был убит юноша, приехавший свататься к Томоко, а сама она так же, как это было и в случае с её матерью, обнаружена в шоковом состоянии рядом с трупом.
По просьбе адвоката семьи, к расследованию подключается частный детектив Коско Киндаити. В руки адвоката попало письмо, из которого становится ясно, что случившееся в настоящем — это последствие тех давних событий. Подобное письмо будет получено и Гиндзо. В этих письмах предупреждение: «Берегитесь! Нельзя увозить Томако из деревни Гэккин. Если девушку увезут, то прольётся кровь… Мужчинам, которые роятся возле Томако, грозит опасность — она пчелиная матка», — говорится в этих посланиях. И действительно, всех кто хочет заполучить девушку, убивают.
Однако странный с виду — с лохматой шевелюрой, в стареньком сером кимоно, сыщик Киндаити ловко распутает этот клубок преступлений. Это Гиндзо убил когда-то своего соперника Хитоси, а теперь его любовь распространилась и на приёмную дочь, которую он никому не хотел отдавать. И уже признавшегося во всём содеянном Гиндзо, под конец фильма застрелит, затем покончив с собой, тайно влюблённая в него все эти 19 лет, воспитавшая Томоко учительница Хидэко Камио.

## В ролях
- Кодзи Исидзака — Коскэ Киндаити
- Миэко Такаминэ — Такако Хигасикодзи
- Кэйко Киси — Хидэко Камио
- Тацуя Накадай — Гиндзо Дайдодзи
- Ёко Цукаса — Цутаё
- Дзюндзабуро Бан — полицейский Ямамото
- Мидори Хагио — Котоэ Дайдодзи
- Такэси Като — инспектор Тодороки
- Акидзи Кобаяси — инспектор Когурэ
- Мицуко Кусабуэ — Отоми
- Сигэру Кояма — Цукумо
- Киэ Накаи — Томоко
- Масая Оки — Рэнтаро Тамон
- Кимихиро Рэйдзэй — детектив Куросава
- Хидэдзи Отаки — адвокат Кано

## Премьеры
- — 16 октября 1978 года — национальная премьера фильма в Токио[1].
- — 30 июня 1978 года — американская премьера в Нью-Йорке[1].